# Phyllis Barry
Phyllis Barry (Leeds, West Riding of Yorkshire, Inglaterra; 7 de diciembre de 1908 - Los Ángeles, California, Estados Unidos; 1 de julio de 1954) fue una bailarina y actriz inglesa de cine y teatro.

## Carrera
Fue hija de un matrimonio conformado porSeth Henry y Bertha (née Giles) Hillyard. Apareció en más de 40 películas entre 1925 y 1947.
Barry se formó como bailarina en una compañía de John Tiller. En agosto de 1923, cuando tenía 12 años, su madre la trajo a Australia, donde era conocida como Phyllis du Barry. En septiembre, fue la bailarina principal de una compañía de cabaret en el Café Wentworth, hasta mayo de 1925, cuando hizo su primera película, Painted Daughters. Siguieron los compromisos con el Francés Scully Pony Ballet y como bailarina en el Club de Embajadores. En julio de 1926, se unió a Fuller Brothers, de gira con Chefalo y Palmer, Moon and Morris Revue Company y Zig Zag Revue Company. Su segunda película, Sunrise, se realizó en 1926. En 1927, apareció como bailarina de especialidad en los musicales No, No, Nanette y Lady Be Good, de Gershwin , ambas protagonizadas por Elsie Prince. Luego se unió a la compañía Jim Gerald Revue.
Su madre era una exitosa diseñadora de vestimenta, tanto para el Empire Theatre en Sídney como, por su propia cuenta, bajo el nombre de "Madame du Barry". En febrero de 1928, su madre se casó con el hermano de Jim Gerald, Lance Vane. En marzo,  acompañó a su tío y tía recién adoptados, Jim Gerald y Essie Jennings, en una extensa gira por América, que regresó en noviembre. A su regreso, permaneció en la compañía de Jim Gerald, y luego en otras compañías de Fullers, hasta abril de 1929, cuando se unió al elenco de Rio Rita, protagonizada por Gladys Moncrieff, como bailarina. En marzo de 1930, fue a América y con el nombre de Phyllis du Barry, recorrió la costa con Fanchon y Marco Company, y finalmente apareció en Hollywood, donde se le dio un papel cinematográfico cuando el director King Vidor seleccionó a Barry como coprotagonista de "la otra mujer" en la película de 1932 de Samuel Goldwyn, Cynara, junto a Ronald Coleman y Kay Francis. En 1933, protagonizó junto a Buster Keaton y Jimmy Durante en la comedia ¡What! ¿No beer? para MGM. Su carrera no incluyó otras grandes producciones.
Espectadores modernos recordarán a Barry por su papel como una espía extranjera que seduce a Curly Howard de los The Three Stooges (Los tres chiflados) en el film Three Little Sew and Sews. Otras películas incluyen The Prince and the Pauper, One Rainy Afternoon, Blind Adventure, y con Laurel and Hardy en Bonnie Scotland.
Entre su filmografía destacada sobresale el film Shadows on the Stairs (1941) en el papel de la sirvienta Lucy Timson.
A lo largo de su carrera compartió cartel con estrellas como John Hodiak, Sylvia Sidney, Joan Fontaine, Arturo de Córdova, Irene Dunne, Robert Montgomery, Preston Foster, Paul Muni, Vivien Leigh, Robert Taylor, entre otros.

## Vida privada
Barry se casó con el vaudevilliano Abner Nordlund en marzo de 1932, se divorció de él en abril de 1934, al respecto comentó: "él me dijo que no creía que mi carrera significara nada". Poco después se casó con el pintor/decorador Gilbert M. Caldwell, que vivía en West Hollywood. Su madre se había unido a ella en América en julio de 1930 y vivía con la pareja.

## Suicidio
La actriz Phyllis Barry se mató tras una sobredosis con barbitúrico causado por la ingestión de fenobarbital el 1 de julio de 1954 a los 45 años de edad. Tiempo atrás se había mudado junto a su esposo a una pequeña casa en West Hollywood. Ella se deprimió cada vez más por su fallida carrera en Hollywood.